# أرسناس
أَرْسَنَاس هو نهر تاريخي في بلاد الروم. يوصف ببرودة مائه.

## التسمية
يُكتب أرسناس بـِ "الفتح ثم السكون، وفتح السين المهملة، ونون، وألف، وسين أخرى".

## التاريخ
عبر سيف الدولة الحمداني النهر ليغزو أراضي الرُّوم. فقال المتنبي مادحًا سيف الدولة ويصف خيله:

### فهرس المنشورات
1. 1 2 3 4  الحموي (1977)، ج. 1، ص. 151.

### معلومات المنشورات كاملة
الكتب مرتبة حسب تاريخ النشر
ياقوت الحموي (1977)، معجم البلدان (ط. 1)، بيروت: دار صادر، OCLC:1014032934، QID:Q114913343